# Grupo Gay da Bahia
O Grupo Gay da Bahia (GGB) é uma organização não governamental (ONG) voltada para a defesa dos direitos LGBT no Brasil. Fundada em 1980, é a mais antiga associação brasileira do gênero ainda em atividade. Em 1988, o Grupo foi nomeado membro da Comissão Nacional de Aids do Ministério da Saúde e, desde 1995, faz parte do comitê da Comissão Internacional de Direitos Humanos de Gays e Lésbicas. Sua sede fica em Salvador, no Pelourinho.
Entre seus fundadores, destaca-se o militante gay e professor Luiz Mott do Departamento de Antropologia da Universidade Federal da Bahia, que ocupa uma posição permanente como Presidente de Honra do grupo.
O Grupo ganhou notoriedade por agregar, desde sua formação, estatísticas sobre a violência contra pessoas LGBT em território brasileiro. Na ausência de levantamentos governamentais, a organização depende de informações coletadas na mídia, nos sites de pesquisa da Internet e correspondências diretas enviadas ao GGB. Os relatórios, publicados anualmente, são amplamente divulgados por diversos meios de comunicação.
A organização também realizou importante militância no movimento pela despatologização da homossexualidade no Brasil, movimentando apoio político para a remoção do parágrafo 302.0 do Código de Saúde do INAMPS.

## História
Na celebração de seu primeiro ano de existência, em 1981, o Grupo Gay da Bahia publicou um texto contendo um resumo das ações realizadas pelo grupo em prol da população LGBT. Entre suas ações, estava uma campanha pelo fim da homossexualidade como "desvio e transtorno mental"; a participação na comemoração do "Dia Internacional do Orgulho Gay", com atividades como palestras, pichações e panfletagens; a realização de caravanas em diferentes cidades do Nordeste, entre outras.
Em 1982, o GGB publicou o primeiro boletim contendo uma lista de pessoas LGBT que haviam sido assassinadas por crime de ódio, intitulado "Pesquisa sobre Homossexuais assassinados no Brasil".
A instituição criou, em 1991, o Prêmio Triângulo Rosa, tido como a primeira premiação LGBTQIAP+ do Brasil.

## Missões e valores
O Grupo declara ter três objetivos:
- Lutar contra a homofobia (e a transfobia), denunciando toda e qualquer forma de preconceito contra gays, lésbicas, travestis, etc.
- Informar sobre a homossexualidade e trabalhar para a prevenção do HIV e da AIDS junto à comunidade LGBT.
- Conscientizar os homossexuais acerca de seus direitos para que estes possam lutar por sua cidadania, dando cumprimento ao princípio da igualdade, expresso na Constituição Brasileira.

## Críticas
Críticos da atuação do Grupo Gay da Bahia acusam a organização de inflar os dados sobre o número real de mortes por homofobia no Brasil, ao classificar mortes de homossexuais como sendo exemplos de "mortes motivadas por ódio aos gays". Em 2015 o jornalista Dario Di Martino produziu uma revisão caso-a-caso do relatório do Grupo Gay da Bahia de 2013; em 2017 o funcionário público Daniel Reynaldo iniciou um blog especializado - inicialmente - na revisão dos casos tratados pelo GGB como sendo de mortes motivadas por ódio LGBTfóbico; posteriormente, o geneticista Eli Vieira comandou uma revisão caso-a-caso dos dados do relatório de 2016
Todos os três concordam, em suas produções textuais sobre o tema, que existem casos reais de mortes motivadas por homofobia; mas sustentam que a maioria dos casos identificados como crimes de ódio pelo Grupo Gay da Bahia não guardam honesta correlação com a sexualidade das vítimas.